# Rita Atxkina
Rita Atxkina   (Mahiliou, 1 de febrer de 1938) és una esquiadora de fons belarussa, ja retirada, que va competir sota bandera soviètica durant la dècada de 1960.
El 1964 va prendre part als Jocs Olímpics d'Hivern d'Innsbruck, on fou desena en la prova dels 5 quilòmetres del programa d'esquí de fons. Quatre anys més tard, als Jocs de Grenoble, formant equip amb Alevtina Kóltxina i Galina Kulakova, guanyà la medalla de bronze en els relleus 3x5 km, mentre en els 5 quilòmetres fou sisena.
En el seu palmarès també destaquen dues medalles al Campionat del Món d'esquí de fons, una d'or i una de bronze en l'edició de 1966. A nivell nacional va guanyar tres campionats soviètics, en els 5, 10 quilòmetres i relleus de 1965.
Una vegada retirada de l'esport treballà de professora d'educació física en una escola primària.